# Cincticostella
Cincticostella is een geslacht van haften (Ephemeroptera) uit de familie Ephemerellidae.

## Soorten
Het geslacht Cincticostella omvat de volgende soorten:
- Cincticostella bifurcata
- Cincticostella braaschi
- Cincticostella colossa
- Cincticostella corpulenta
- Cincticostella elongatula
- Cincticostella femorata
- Cincticostella fusca
- Cincticostella gosei
- Cincticostella indica
- Cincticostella insolta
- Cincticostella levanidovae
- Cincticostella nigra
- Cincticostella orientalis
- Cincticostella szechuanensis